# Beni Baningime
Beni Tangama Baningime (Kinshasa, 1998. szeptember 9. –) kongói születésű angol labdarúgó, az élvonalbeli Everton középpályása.

## Pályafutása

### Klubcsapatban
Baningime 9 éves korában csatlakozott az Evertonhoz. Végig a klub akadémiáján nevelkedett, több sikert is ért el velük, ilyen volt a Dallas-kupa megnyerése. A 2016–17-es idényre a David Unsworth vezette Premier League 2-csapat alapemberévé vált. Az idény végén a fiatalok hatalmas meglepetésre megnyerték a bajnokságot. Az idényben a szezon játékosává is választották az akadémián. A felnőttek között az ideiglenesen kinevezett Unsworth irányítása alatt mutatkozott be: a korábbi védő a Chelsea elleni Ligakupa-találkozón a kezdőbe jelölte, végig is játszotta a találkozót. A bajnokságban október 29-én a Leicester City ellen mutatkozott be, a félidőben állt be Aaron Lennon helyére. Az Európa-ligában november 2-án a Lyon ellen 3–0-ra elveszített találkozón mutatkozott be, végigjátszotta az összecsapást. Az Unsworth helyére véglegesített Sam Allardyce is számít Banigimere.

### A válogatottban
Baningime játszhatna Anglia és a Kongói DK válogatottjában is.

## Statisztikák
2017. december 26. szerint
| Klub     | Szezon   | Bajnokság      | Bajnokság | Bajnokság | Kupa     | Kupa | Ligakupa | Ligakupa | Egyéb    | Egyéb | Összesen | Összesen |
| Klub     | Szezon   | Szint          | Mérkőzés  | Gól       | Mérkőzés | Gól  | Mérkőzés | Gól      | Mérkőzés | Gól   | Mérkőzés | Gól      |
| -------- | -------- | -------------- | --------- | --------- | -------- | ---- | -------- | -------- | -------- | ----- | -------- | -------- |
| Everton  | 2017–18  | Premier League | 5         | 0         | 0        | 0    | 1        | 0        | 3        | 0     | 9        | 0        |
| Összesen | Összesen | Összesen       | 5         | 0         | 0        | 0    | 1        | 0        | 3        | 0     | 9        | 0        |

## Magánélete
Öccse Divin Baningime, a Wigan Athletic játékosa.

## Fordítás
Ez a szócikk részben vagy egészben  a   Beni Baningime című angol Wikipédia-szócikk ezen változatának fordításán alapul.  Az eredeti cikk szerkesztőit annak laptörténete sorolja fel. Ez a jelzés csupán a megfogalmazás eredetét és a szerzői jogokat jelzi, nem szolgál a cikkben szereplő információk forrásmegjelöléseként.